# Зюк Михайло Йосипович
Нехамкін Михайло Йосипович, потім Зюк Михайло Йосипович (нар. 20 серпня 1895, Чернігів, Російська імперія — 20 червня 1937, СРСР) — український, єврейський, російський радянський червоний козак-революціонер і військовий діяч, один з організаторів перших загонів українського, інтернаціонального, революційного червоного козацтва, майбутнього Червоно-Козачого Корпусу під отаманством Віталія Примакова, учасник громадянської війни на теренах колишньої Російської імперії, радянсько-польської війни, кавалер Ордена Червоного Прапора з 1920 року, комбриг (1936).

## Життєпис
Народився в Чернігові в багатодітній єврейській сім'ї. Вчився у реальному училищі. Вільно говорив і писав і українською і російською
Вступив до лав РСДРП(б) у 1912 або 1913 році.
Під час Жовтневого Перевороту в Петрограді очолив загін Червоної Гвардії в Києві. В січні 1918 року брав участь у червонокозачому (більшовицькому) повстанні в Києві, яке було придушене українськими козаками-самостійниками.
Був заарештований. Приблизно з чого часу разом з Віталієм Примаковим займався організацією і розбудовою бойових підрозділів українських червоних козаків-інтернаціоналістів, перших формувань майбутнього Червоно-Козачого Корпусу (Української Радянської Армії, Української Повстанської Армії 1920х), долучившись таким чином до непростої історії становлення строкатих збройних сил молодої Української Республіки під різними гаслами і прапорами 20 століття.
В 1918 році вчився у Москві на командирських артилерійських курсах, брав участь у придушенні повстання лівих есерів.
Після закінчення курсів під час громадянської війни в Українській Республіці командував артилерією бригади, дивізії і корпусу червоного козацтва (Червоно-Козачого Корпусу).
15 серпня 1936 року заарештований, 19 червня 1937 року засуджений до розстрілу «за участь у терористичній змові в РСЧА» і 20 червня розстріляний.
В 1957 році реабілітований посмертно.

## Сім'я
Сестра — Раїса Йосипівна Нахамкіна (Ідріс), син Валентин Михайлович Зюка і онук Сергій Валентинович Зюка